# 光華教會
台灣基督長老教會光華教會位於嘉義縣竹崎鄉光華，是台灣基督長老教會嘉義中會東區所轄的教會之一，為竹崎鄉東部之基督信仰中心。母會為嘉義東門教會，初期先後在初代會友張蒲、盧義、陳勇家中聚會，因教會位於光華國小旁陡坡上，故教會基座採用日本城堡風格建成。

## 歷史
光華教會為竹崎鄉第二間教會，擁有106年歷史，僅次於1907年設立的鹿滿教會，為嘉義縣少數百年教會之一。
1918年，「奮起湖臺灣基督長老教會說教所」設立，為光華教會的前身。1947年，會友陳勇捐地，現址經過中會向26間教會募款，得台幣89,400元在光華村30號建堂，並更名為現名「台灣基督長老教會光華教會」。翌年四月由議長陳光輝牧師主持獻堂禮拜。
2022年6月底，劉耀義牧師離任，前往嘉義大專服事。

## 歷任牧者
| 任別       | 姓名   | 上任日期  | 離任日期  | 備註                             |
| ---------- | ------ | --------- | --------- | -------------------------------- |
| 第一任牧師 | 陳光輝 | 1947年    |           |                                  |
| 牧師       | 陳明理 | 1948年    |           | 本會創立後第一位派駐於本會傳道者 |
| 牧師       | 劉耀義 | 2018年2月 | 2022年6月 |                                  |
| 牧師       | 徐盛森 |           |           |                                  |

## 交通
因縣道159甲部分路段禁行大客車，故本教會無公共運輸經過；最近的公車站為石棹(東)及大湖(西)，分別需步行2小時及6小時方可抵達。建議於鄰近站點採共乘方式搭乘計程車前往。本教會位於光華國小旁坡道小路上。

## 圖輯

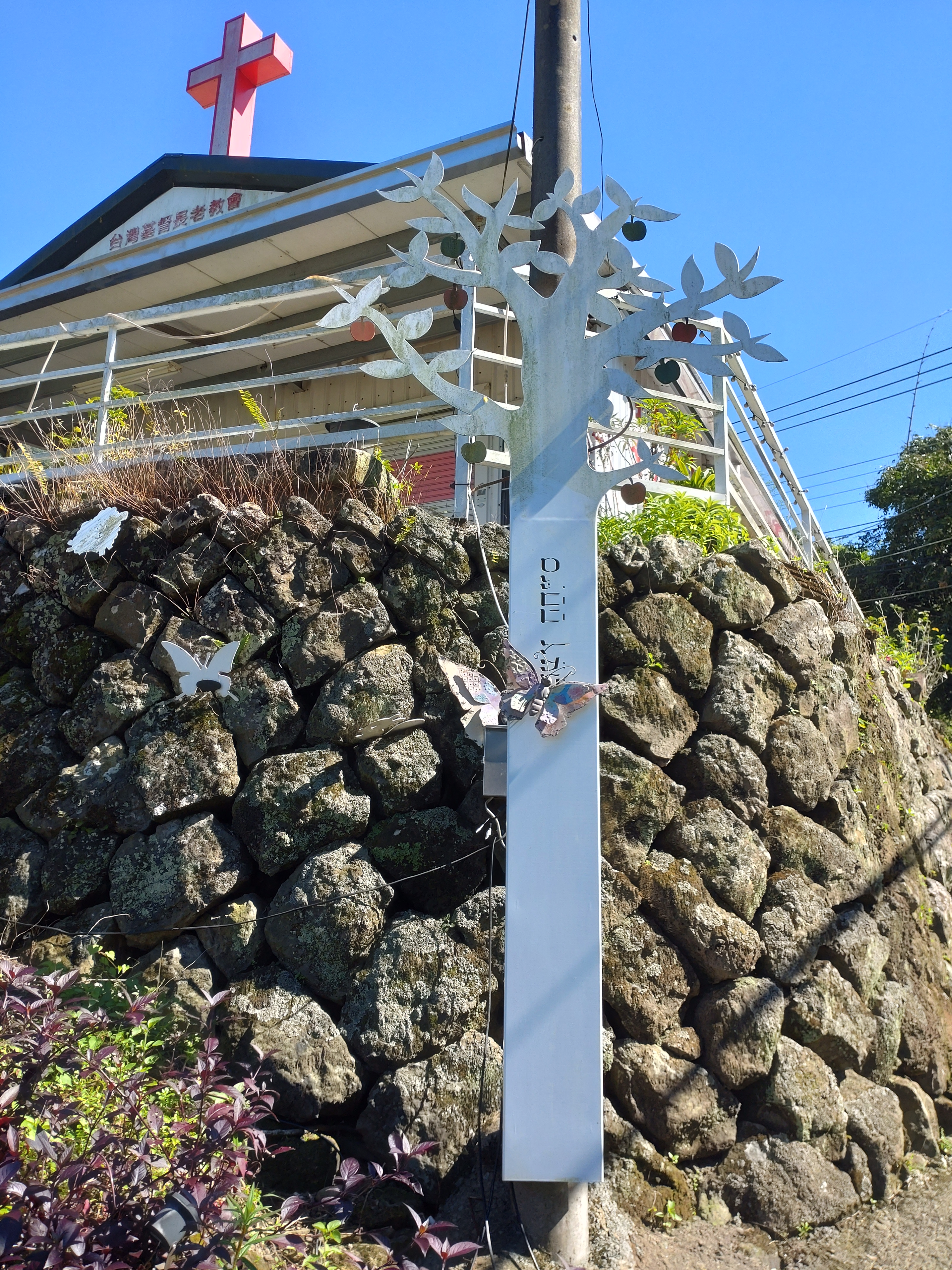
光華教會希伯來文立柱，意為「安息」
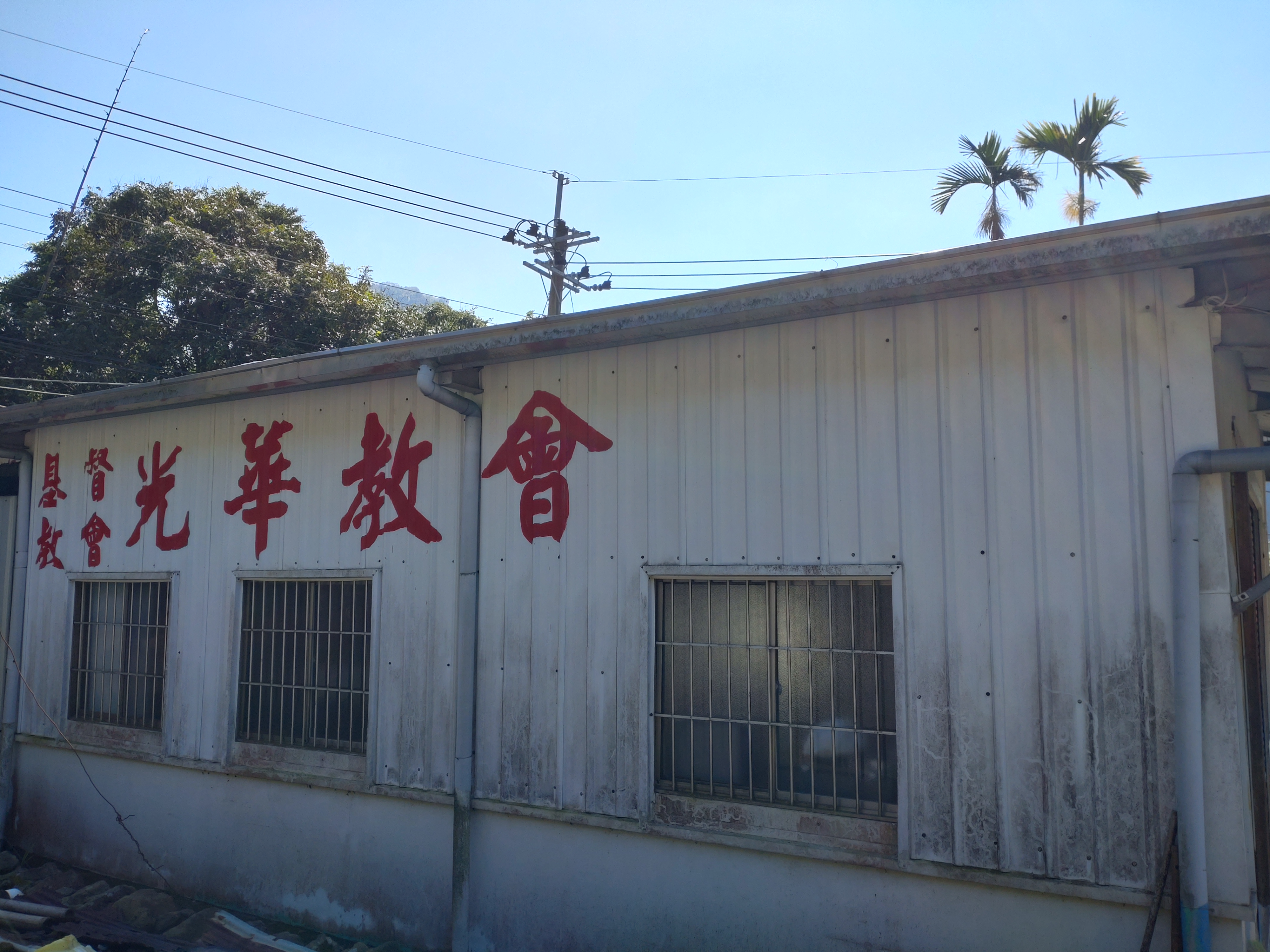
光華教會側門及文字
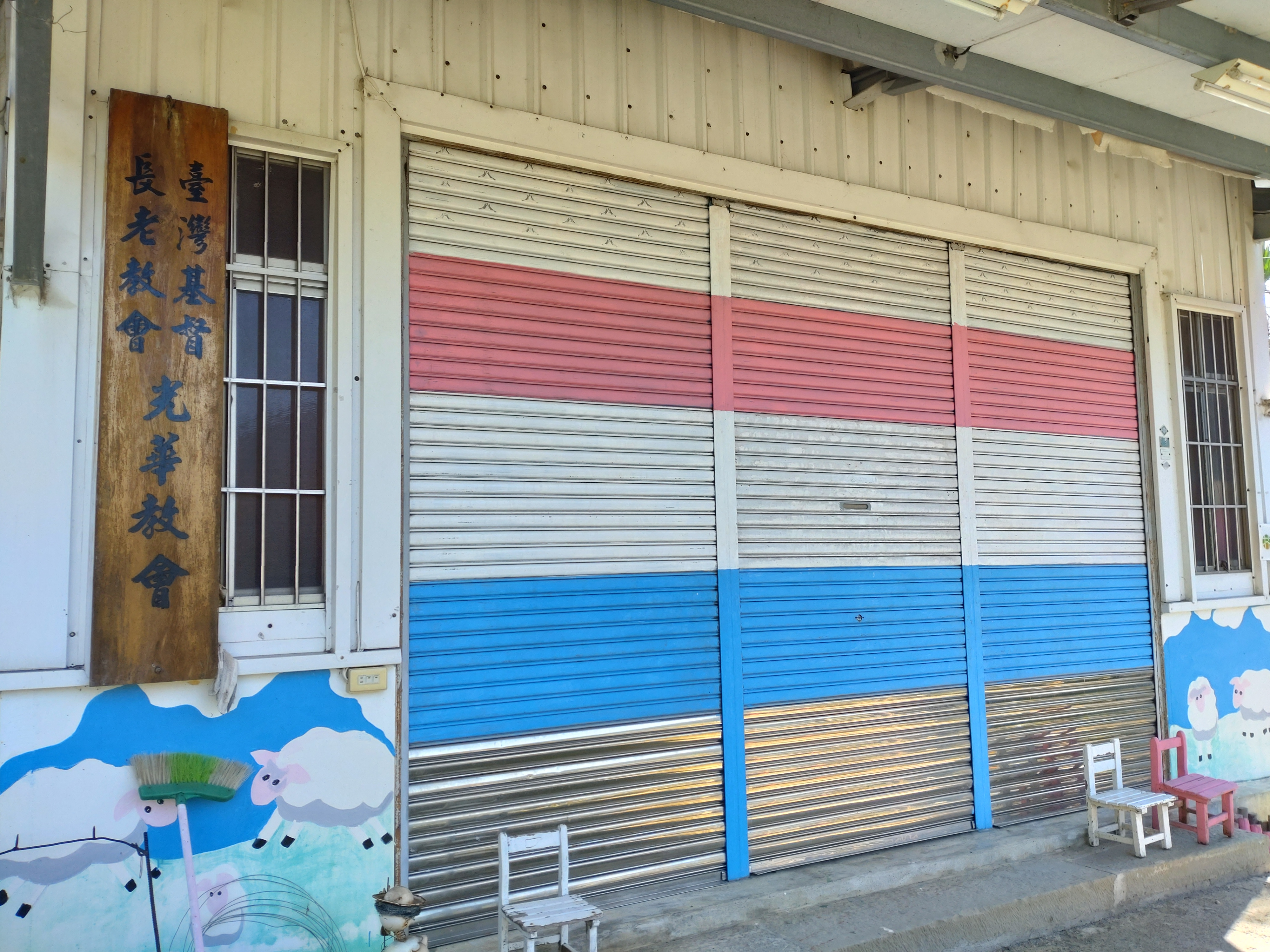
光華教會正門及看板
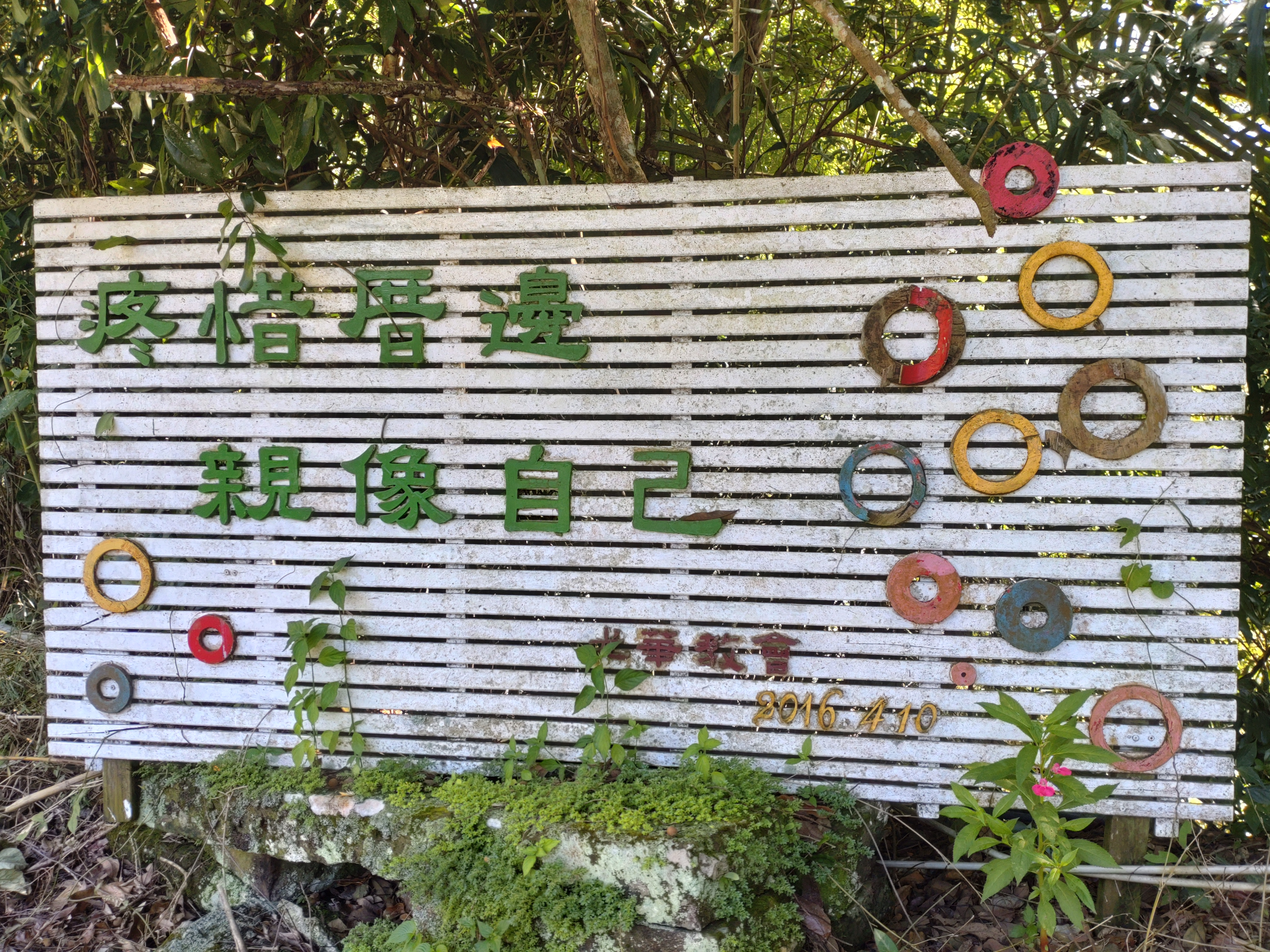
疼惜厝邊親像自己光華教會2016410立牌
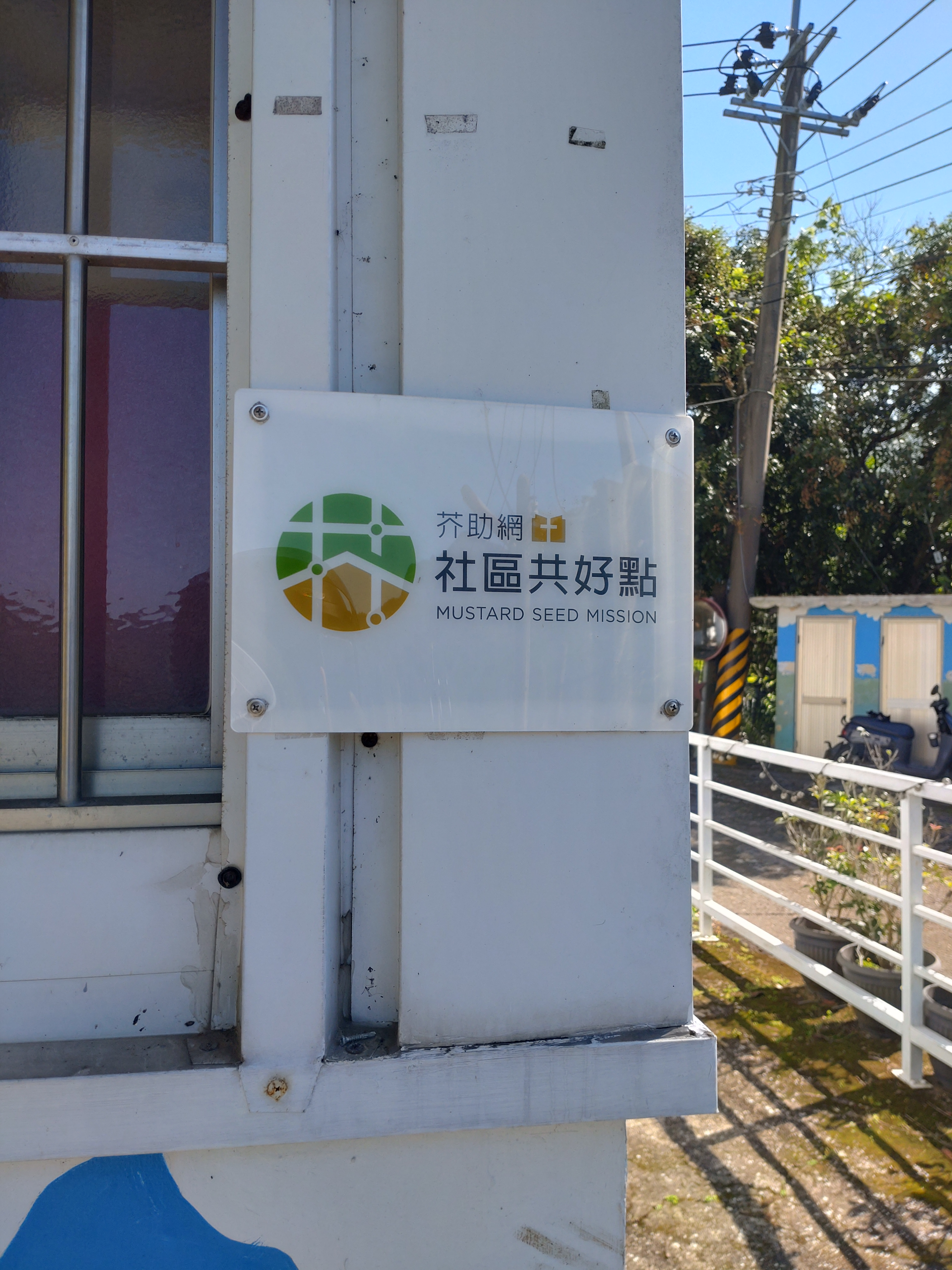
芥助網社區共好點（光華教會）

## 周邊
- 光華國小
- 光華村衛生所
- 阿里山國家風景區光華露營區

## 外部連結
1. ↑  光華教會. . 臺灣: 嘉義縣政府. 2015-11-12 （中文（臺灣））. |journal=被忽略 (帮助)
2. ↑  .   [2021-08-29]. （原始内容存档于2021-08-29）.